# داش آکل (داستان کوتاه)
«داش آکُل» نام یکی از یازده داستان کوتاه مجموعهٔ سه قطره خون، نوشتهٔ صادق هدایت است که نخستین بار در سال ۱۳۱۱ منتشر شد. داش آکُل، مخفّف سه کلمه است: داداش + آقا + کُل. کُل به معنی بی‌تناسب و بدهیکل است. در روایت صادق هدایت، داش آکُل مردی تنومند و بدسیما گزارش شده‌است. این داستان بر اساس زندگی داش آکل نوشته شده‌است.

## خلاصه داستان
داش آکل لوطی مشهور شیرازی است که خصلت‌های جوانمردانه‌اش او را محبوب مردم ضعیف و بی‌پناه شهر کرده‌است اما کاکارستم که گردن‌کلفتی ناجوانمرد است و به همین سبب، بارها ضرب شست داش آکل را چشیده، به شدت از او نفرت دارد و در پی فرصتی است تا زهرش را به داش آکل بریزد و از او انتقام بگیرد.
در همین حین، حاجی صمد — از مالکان شیراز — می‌میرد، و داش آکل را وصی خود قرار می‌دهد. داش آکل، با اینکه آزادی خود را از همه چیز بیشتر دوست دارد، به ناچار این وظیفه دشوار را به گردن می‌گیرد. او با دیدن مرجان، دختر چهارده ساله حاجی صمد، به وی دل می‌بازد. اما اظهار عشق به مرجان را خلاف رویهٔ جوانمردی و عمل به وظیفهٔ خود می‌داند. در نتیجه، این راز را در دل نگه می‌دارد. در عوض، طوطی‌ای می‌خرد، و درد دلش را به او می‌گوید.
از آن پس، داش آکل، قرق کردن سرِ گذر و درگیری با سایر لوطی‌ها و اوباش را ترک می‌کند و اوقات خود را صرف رسیدگی به اموال حاجی و خانوادهٔ او می‌کند.
بر این منوال، هفت سال می‌گذرد تا این‌که برای مرجان، خواستگاری پیدا می‌شود. داش آکل به عنوان آخرین وظیفهٔ خود، وسایل ازدواج مرجان را فراهم می‌کند و او را به خانهٔ بخت می‌فرستد.
همان شب، در حال نشستن داش آکل در میدان‌گاهی محله — در حالی که مست است — کاکارستم سر می‌رسد. با داش آکل یکی به دو می‌کند و در نهایت با او گلاویز می‌شود؛ و سرانجام، با قمه، زخمی‌اش می‌کند.
فردای آن روز، وقتی پسر بزرگ حاجی صمد بر بالین داش آکل می‌آید، او طوطی‌اش را به وی می سپارد و کمی بعد، می‌میرد.
عصر همان روز، مرجان قفس طوطی را جلوش گذاشته است و به آن نگاه می‌کند، که ناگهان طوطی با لحن داشی «خراشیده‌ای» می‌گوید: «مرجان... تو مرا کشتی... به کی بگویم... مرجان... عشق تو... مرا کشت.»

## قسمت‌هایی از متن اصلی کتاب
- از طرف دیگر داش آکل را همهٔ اهل شیراز دوست داشتند. چه او در همان حال که محله سردزک را قرق میکرد، کاری به کار زن‌ها و بچه‌ها نداشت، بلکه بر عکس با مردم به مهربانی رفتار می‌کرد.
- داش آکل مردی سی و پنج ساله، تنومند ولی بدسیما بود. هر کس دفعهٔ اوّل او را می‌دید قیافه‌اش توی ذوق می‌زد، اما اگر یک مجلس پای صحبت او می‌نشستند یا حکایت‌هایی که از دورهٔ زندگی او وِرد زبان‌ها بود می‌شنیدند، آدم را شیفته او می‌کرد.
- ولی نصف شب، آن وقتی که شهر شیراز با کوچه‌های پر پیچ و خم؛ باغ‌های دل‌گشا و شراب‌های ارغوانیش به‌خواب می‌رفت؛ آن‌ وقتی‌ که ستاره‌ها آرام و مرموز بالای آسمان قیرگون به‌هم چشمک می‌زدند؛ آن وقتی که مرجان با گونه‌های گل‌گونش در رختخواب آهسته نفس می‌کشید و گزارش روزانه از جلوی چشمش می‌گذشت، همان‌وقت بود که داش آکل حقیقی، داش آکل طبیعی با تمام احساسات و هوی و هوس، بدون رودربایستی از تو قشری که آداب و رسوم جامعه به‌دور او بسته بود، از توی افکاری که از بچگی به‌ او تلقین شده بود، بیرون می‌آمد و آزادانه مرجان را تنگ در آغوش می‌کشید، تپش آهستهٔ قلب، لب‌های آتشی و تن نرمش را حس می‌کرد و از روی گونه‌هایش بوسه می‌زد، ولی هنگامی‌که از خواب می‌پرید، به‌خودش دشنام می‌داد، به زندگی نفرین می‌فرستاد و مانند دیوانه‌ها در اتاق به‌دور خودش می‌گشت، زیر لب با خودش حرف می‌زد و باقی روز را هم برای اینکه فکر عشق را در خودش بکشد به دوندگی و رسیدگی به‌کارهای حاجی می‌گذرانید.

## اقتباس‌ها

### نمایش
نمایش‌های افعی طلاییِ علی نصیریان و داش آکُل به گُفته‌ی مرجانِ بهرام بیضایی بر اساس این داستان بوده‌اند.

### فیلم

داش‌آکل

فیلم داش‌آکل به کارگردانی مسعود کیمیایی از روی این داستان ساخته شده‌است. فیلم داش‌آکل به کارگردانی و تهیه‌کنندگی محمد عرب نیز از روی این داستان ساخته شده‌است. همچنین فیلم تگرگ و آفتاب به کارگردانی، نویسندگی و تهیه‌کنندگی رضا کریمی ساخته سال ۱۳۹۳ با الهام گرفتن از این داستان نوشته و ساخته شده‌است.